# Joseph Lyman Fisher
Joseph Lyman Fisher (ur. 11 stycznia 1914 w Pawtucket, zm. 19 lutego 1992 w Arlington) – polityk i ekonomista amerykański związany z Partią Demokratyczną.
W latach 1975–1981 przez trzy dwuletnie kadencje Kongresu Stanów Zjednoczonych był przedstawicielem dziesiątego okręgu wyborczego w stanie Wirginia w Izbie Reprezentantów Stanów Zjednoczonych.
W latach 1982–1986 był profesorem ekonomii politycznej na George Mason University.